# Tres Cruces (Montevideo)
Tres Cruces és un barri (barrio) del sud de Montevideo, Uruguai. Es troba a 2 km del centre.
Limita amb els barris de Cordón al sud i oest, La Comercial i Larrañaga al nord, i La Blanqueada i Parque Batlle-Villa Dolores a l'est. El nom del barri es tradueix com "tres creus," fent referència a les tres principals avingudes de la ciutat que intersecten en aquesta zona: 18 de Julio, Bulevar Artigas i 8 de Octubre. També és el punt de naixement de l'Avinguda Itàlia.
El 1813, va ser el lloc del “Congrés Tres Creus” i de l'edició de les “Instruccions de l'any XIII” per José Gervasio Artigas en un intent per establir un govern independent per a la Lliga Federal, a la llavors Banda Oriental.

## Punts d'interès
El barri és seu de la principal estació d'autobusos del país, d'un gran centre comercial, i de molts hospitals i escoles. Diversos monuments importants també s'ubiquen aquí. Un és l'Obelisc als Constituents de 1830, fundat el 1930 per commemorar els cent anys de la independència de l'Uruguai i de la primera Constitució. Una creu gran i l'estàtua del Papa Joan Pau II es troben a la rodalia de l'Obelisc, celebrant la primera visita oficial al país. Sobre la terminal d'autobusos s'ubica la Plaça de la Bandera, un monument erigit en honor de Fructuoso Rivera, el fundador del Partit Colorado i el primer president de l'Uruguai.

### Imatges

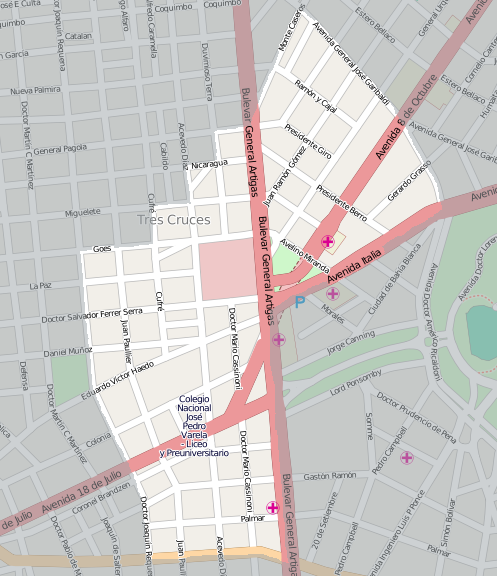
Mapa del barri.
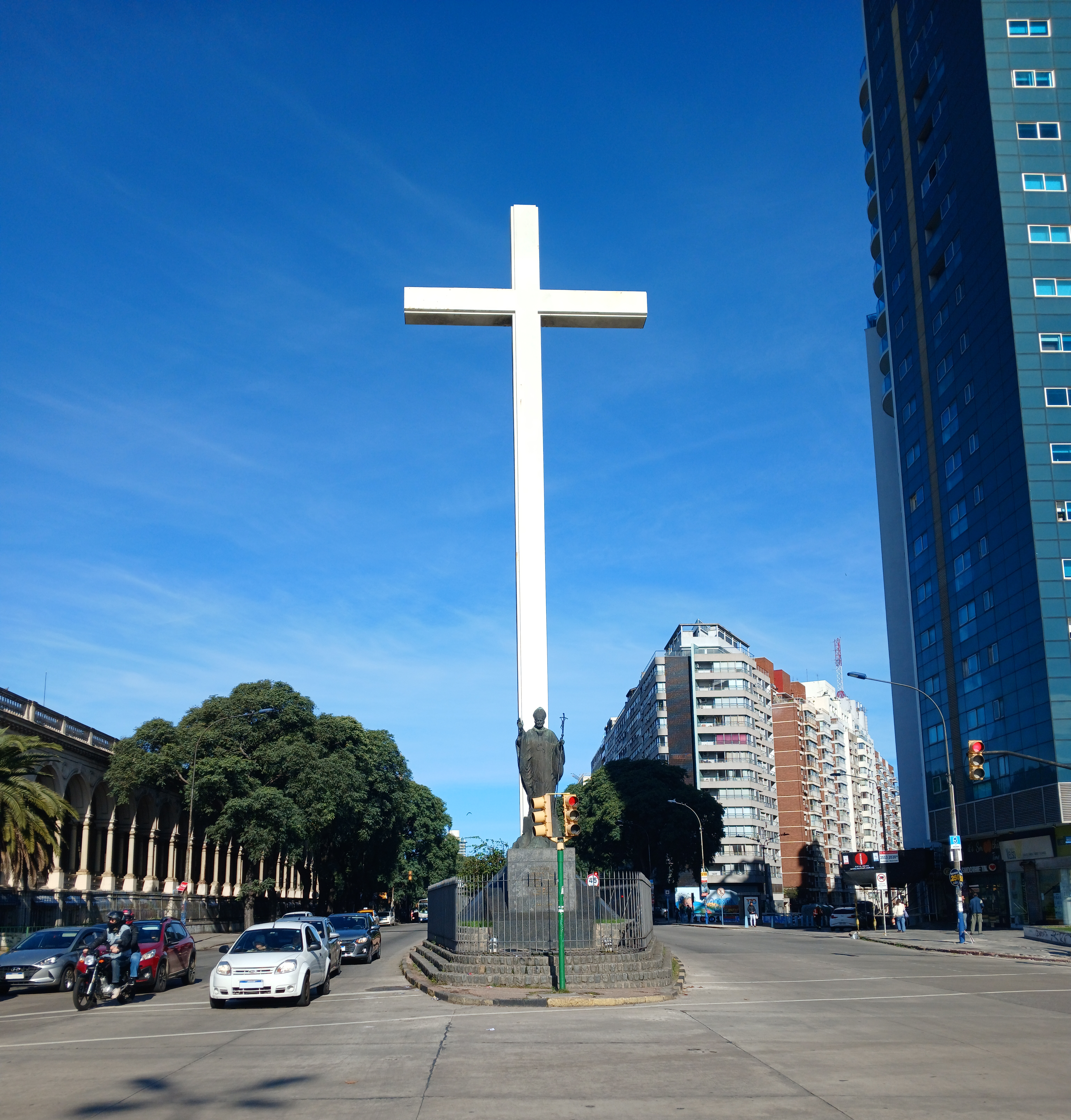
La Creu Papal amb l'estàtua de Joan Pau II.
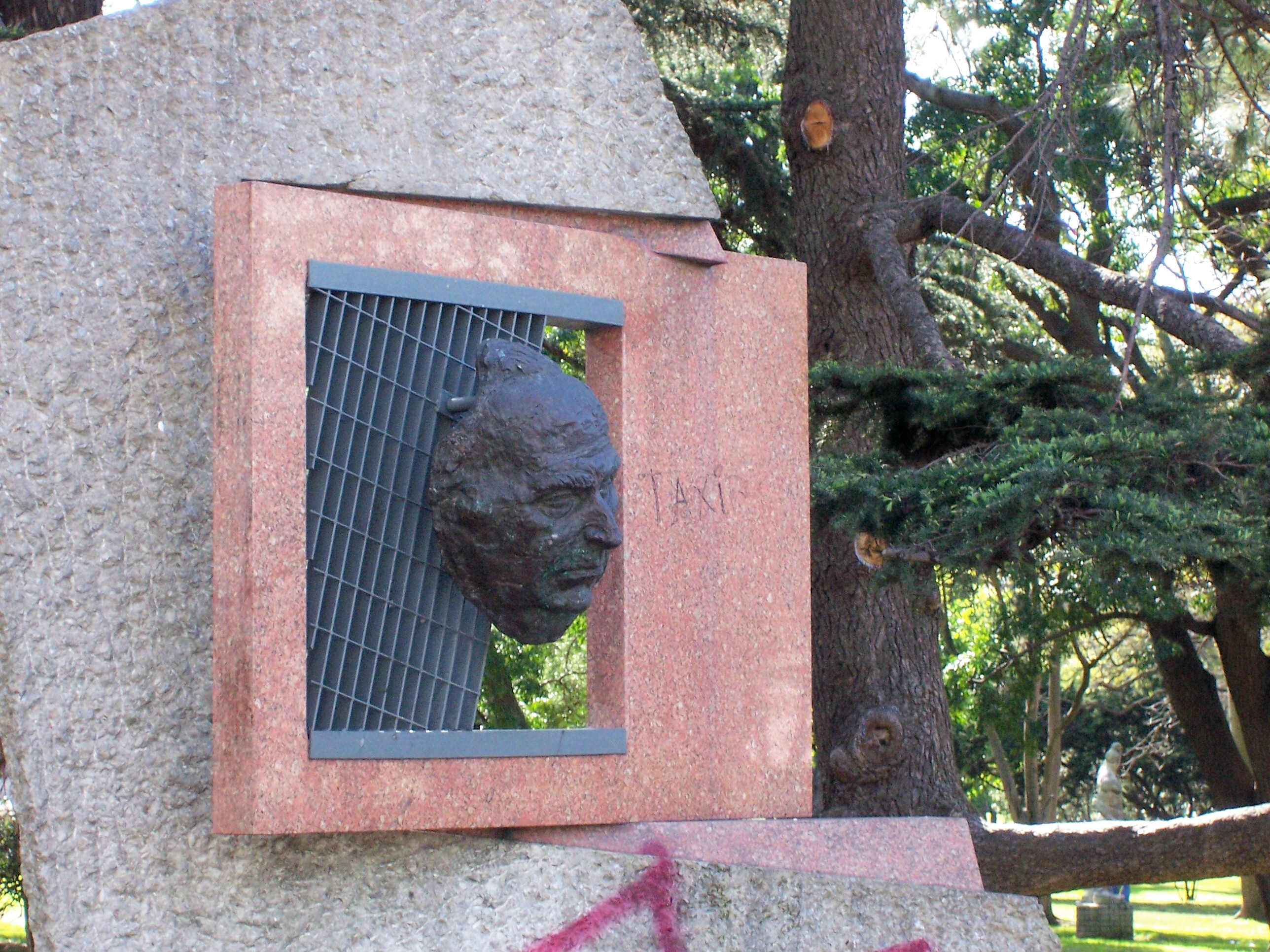
Monument d'Alberto Candeau.
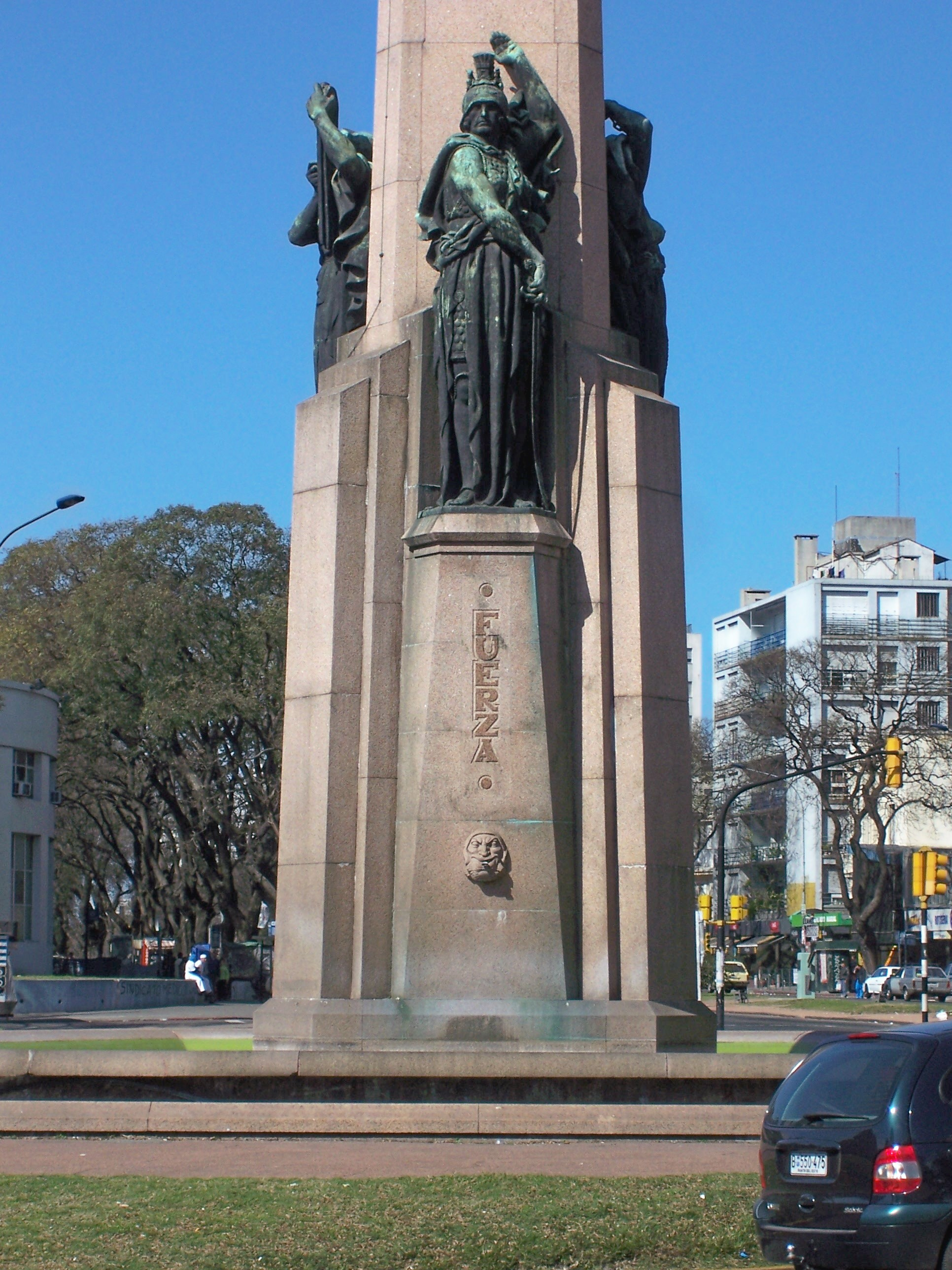
L'Obelisc dels Constituents de 1830.